# خالد محيي الدين
خالد مُحيي الدين (17 أغسطس 1922 - 6 مايو 2018) ضابط سابق في الجيش المصري إبان العصر الملكي وأحد الضباط الأحرار، وعضو سابق في مجلس الشعب المصري، ذو فكر يساري، وهو مؤسس حزب التجمع الوطني التقدمي الوحدوي حتى اعتزاله العمل العام.

## النشأة
ولد خالد محيي الدين في كفر شكر في محافظة القليوبية عام 1922. تخرج من الكلية الحربية عام 1940.

## الضباط الاحرار

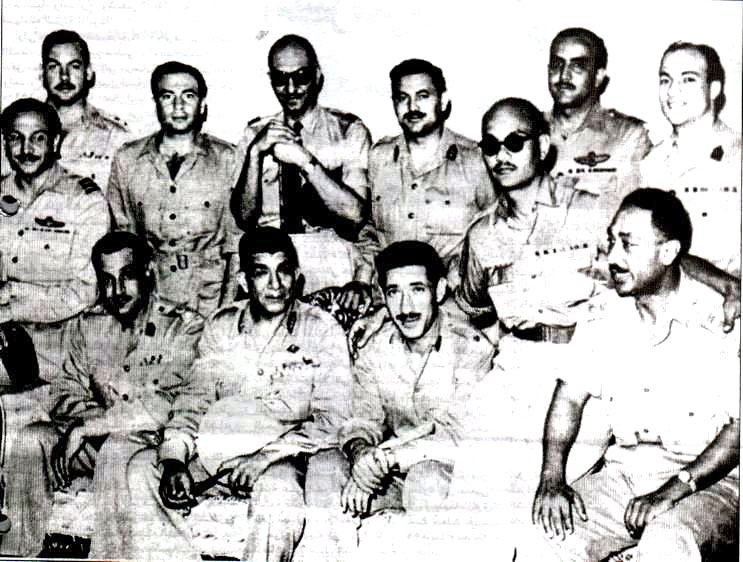
تنظيم الضباط الأحرار

في 1944 أصبح أحد الضباط الذين عرفوا باسم تنظيم الضباط الأحرار والذين انقلبوا على حكم الملك فاروق سنة 1952، وكان وقتها برتبة صاغ (رائد حاليًا)، ثم أصبح عضوا في مجلس قيادة الثورة، حصل على بكالوريوس التجارة عام 1951 مثل كثير من الضباط الذين سعوا للحصول على شهادات علمية في علوم مدنية بعد الثورة وتقلدوا مناصب إدارية مدنية في الدولة. وصفه جمال عبد الناصر بالصاغ الأحمر في إشارة إلى توجهات محيى الدين اليسارية وحينما دعا الصاغُ خالد محيي الدين رفاقَه في مارس 1954 إلى العودة لثكناتهم العسكرية لإفساح مجال لإرساء قواعد حكم ديمقراطي نشب خلاف بينه وبين جمال عبد الناصر ومعظم أعضاء مجلس قيادة الثورة استقال على إثره من المجلس، وآثر - ربما تحت ضغوط من جمال عبد الناصر - الابتعاد إلى سويسرا لبعض الوقت.

## حياته السياسية
بعد عودته إلى مصر ترشح في انتخابات مجلس الأمة عن دائرة كفر شكر عام 1957 وفاز في تلك الانتخابات، ثم أسس أول جريدة مسائية في العصر الجمهوري وهي جريدة المساء. وشغل منصب أول رئيس للجنة الخاصة التي شكلها مجلس الأمة في مطلع الستينيات لحل مشاكل أهالي النوبة أثناء التهجير.
تولى خالد محيي الدين رئاسة مجلس إدارة ورئاسة تحرير دار أخبار اليوم خلال عامي 1964 و1965، وهو أحد مؤسسي مجلس السلام العالمي، ورئيس منطقة الشرق الأوسط، ورئيس اللجنة المصرية للسلام ونزع السلاح.
حصل على جائزة لينين للسلام عام 1970 وأسس حزب التجمع العربي الوحدوي في 10 أبريل 1976.
اتهمه الرئيس السادات بالعمالة لموسكو، وهي تهمة كانت توجه لعديد من اليساريين العرب في حقبتي السبعينيات والثمانينيات، وفي السنوات التي سبقت اعتزاله السياسى أبى المشاركة في انتخابات رئاسية مزمعة في مصر ليقينه بأن الانتخابات لن تكون نزيهة وأنه مشاركته ستستخدم لتبرير شرعية الرئيس مبارك. يرى البعض في تخليه طوعا عن قيادة حزب التجمع مثالا للحكومة والمعارضة في أهمية التغيير وتداول السلطة.
كان عضوا في مجلس الشعب المصري منذ عام 1990 حتى عام 2005 حينما خسر أمام مرشح الاخوان المسلمين.
نشر مذكراته في كتاب بعنوان «الآن أتكلم».
ابن عمه زكريا محيي الدين مؤسس جهاز المخابرات العامة المصرية.

## مؤلفاته
- والآن أتكلم ـ مذكرات خالد محي الدين
- الدين والاشتراكية صادر عن دار الثقافة الجديدة